# Rex T. Barber Veterans Memorial Bridge
Die Rex T. Barber Veterans Memorial Bridge ist eine vierspurige Straßenbrücke über den Crooked River nördlich von Terrebonne im Bundesstaat Oregon der USA. Sie ist Teil des U.S. Highway 97 in Oregon, bekannt als The Dalles-California Highway und 2009 umbenannt in World War II Veterans Historic Highway. Die Brücke wurde nach dem Kriegsveteran Rex T. Barber aus dem Jefferson County benannt, der im  Zweiten Weltkrieg während der Operation Vengeance 1943 am Abschuss des japanischen Admirals Yamamoto Isoroku beteiligt war. Mit ihrer Fertigstellung im Jahr 2000 ersetzte sie die flussabwärts gelegene zweispurige Crooked River High Bridge aus dem Jahre 1926, die heute für Fußgänger freigegeben ist. 
Die Rex T. Barber Veterans Memorial Bridge ist eine 163 m lange Zweigelenkbogenbrücke aus Stahlbeton mit einem die Fahrbahn führenden Hohlkastenträger von 24,1 m Breite auf der Oberseite. Der Bogen hat eine Spannweite von 125 m und eine Breite von 13,1 m. Er wurde mittels Gleitschalungen gleichzeitig von beiden Seiten mit einem an Hilfsabspannungen zurückgehängten Freivorbau errichtet. Damit sich die Brücke besser in das Landschaftsbild einfügt, wurde die Konstruktion mit einer farblichen Versiegelung versehen. Die Brücke wurde von DGES Consulting Engineers für das Oregon Department of Transportation entworfen, die Bauarbeiten begannen 1997 und im September 2000 war die Eröffnung.

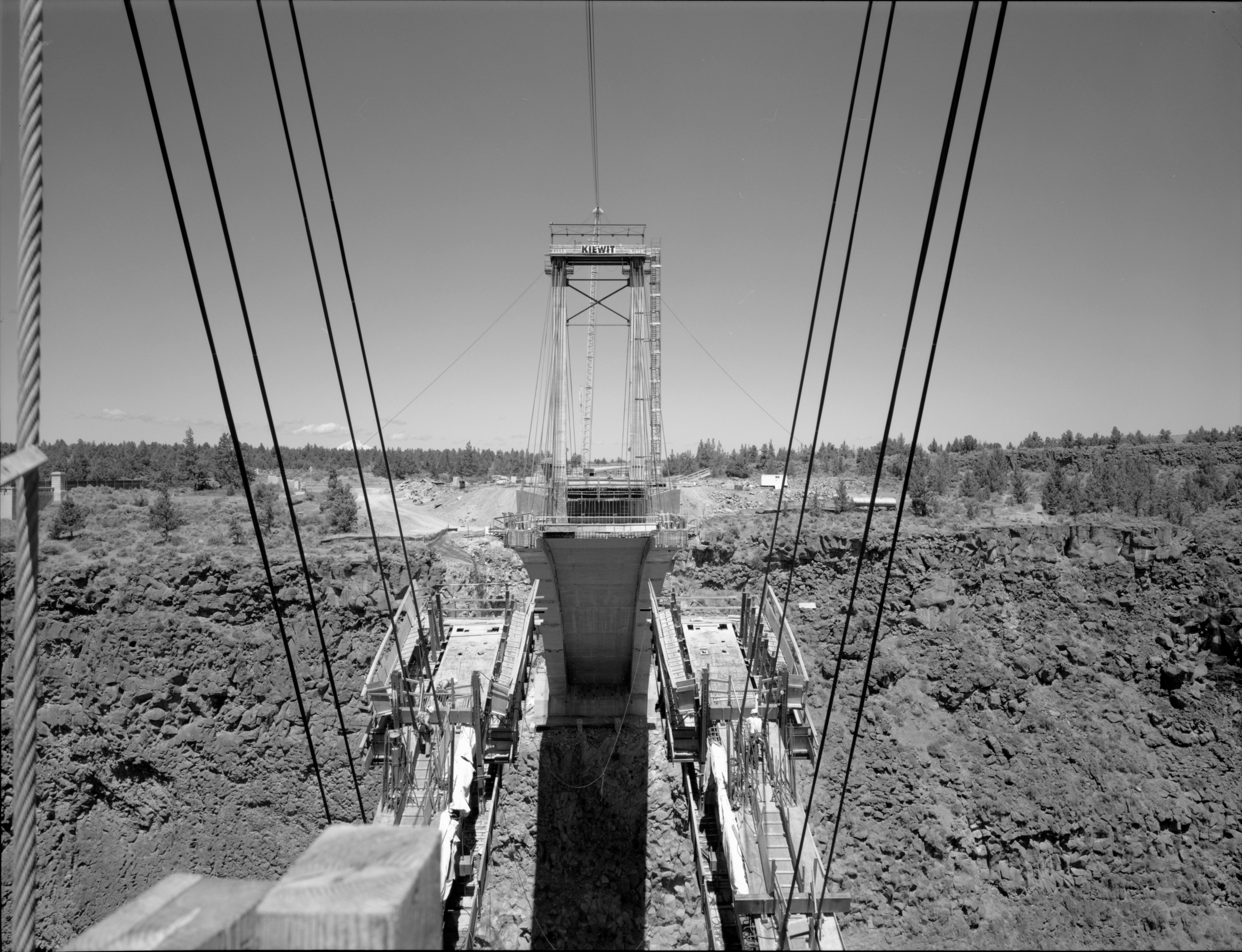
Aufbau der Brücke im Jahr 1999, Blick nach Norden
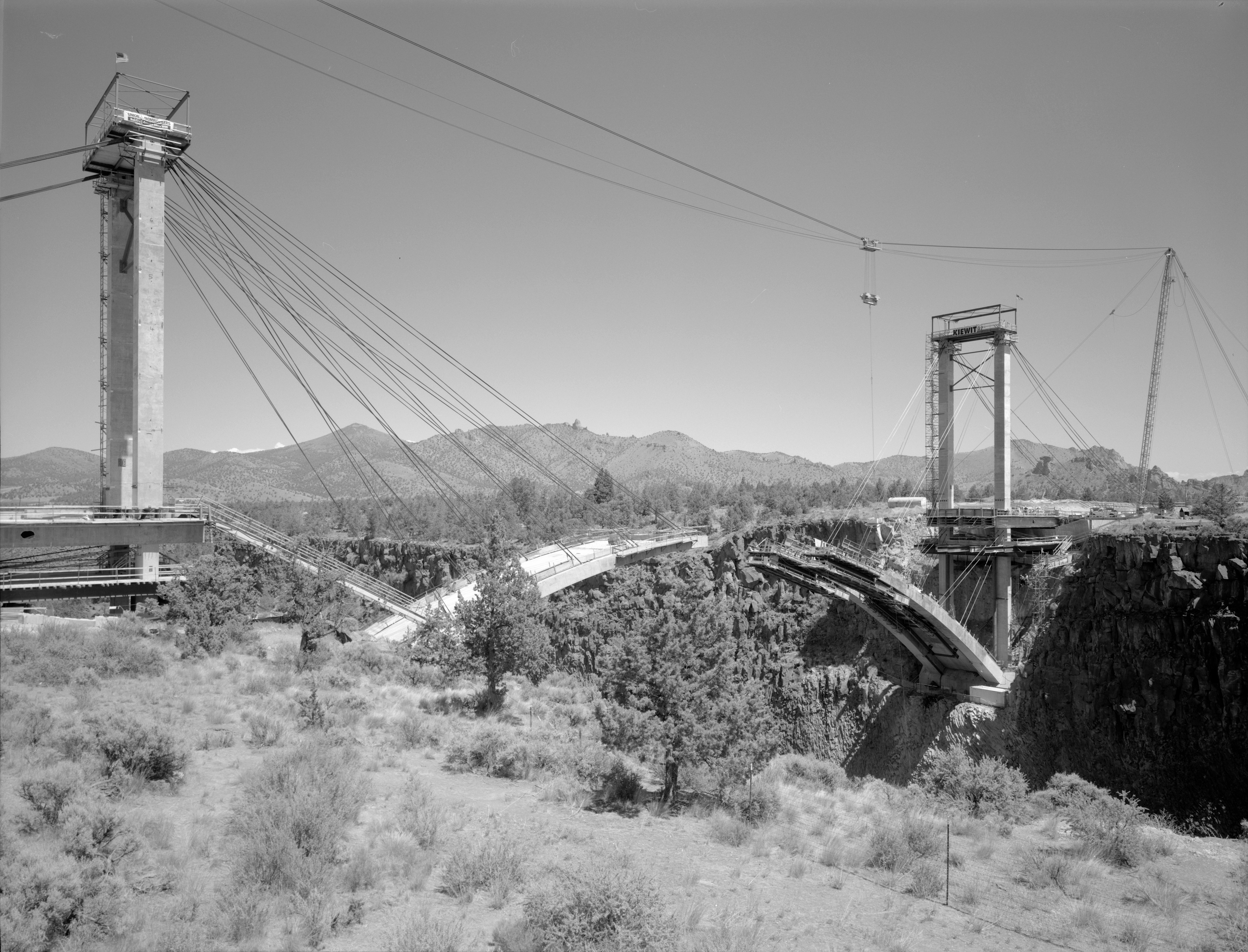
Aufbau der Brücke, Blick nach Südosten
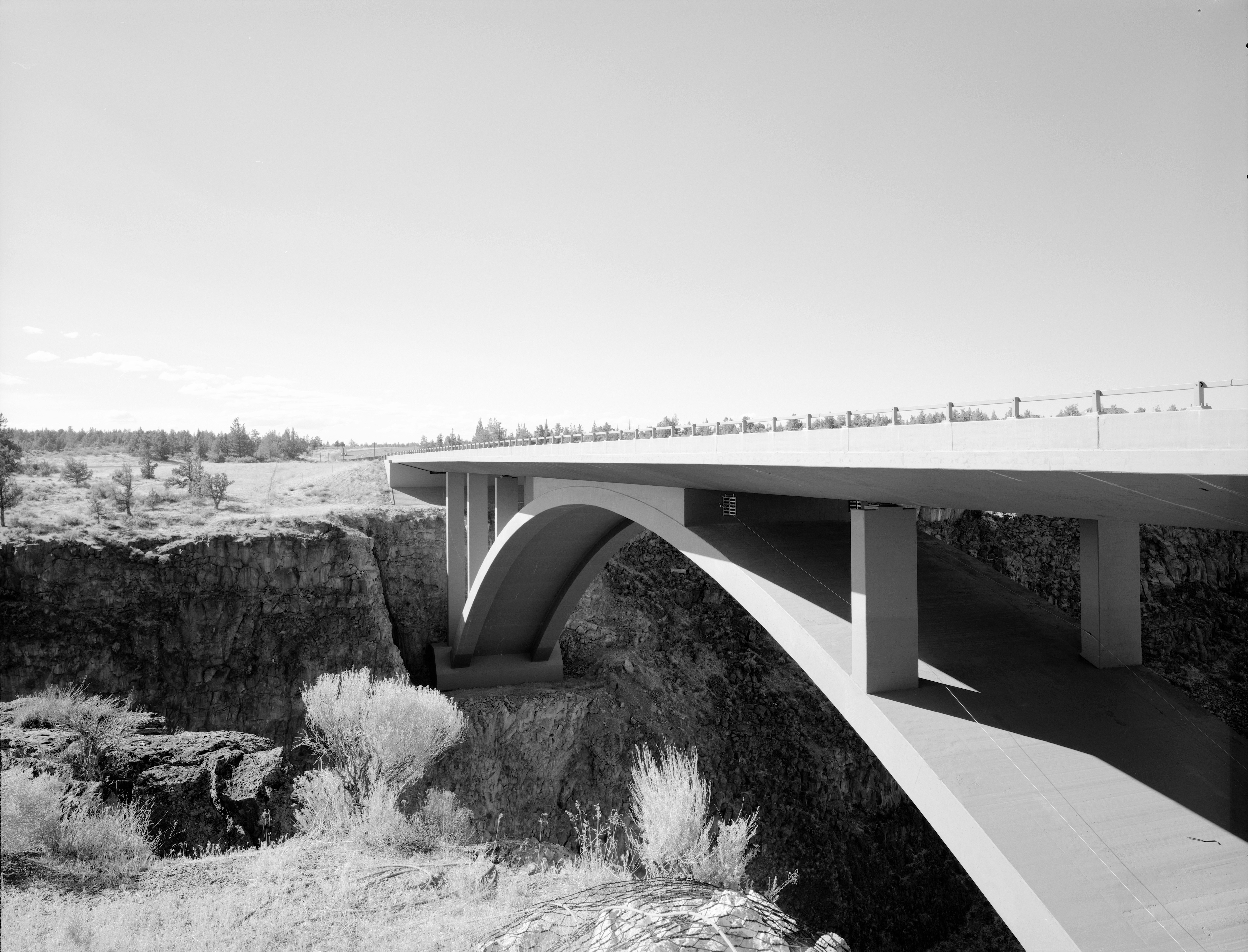
Brücke nach Fertigstellung im Jahr 2001